# Tonna rosemaryae
Tonna rosemaryae is een slakkensoort uit de familie van de Tonnidae. De wetenschappelijke naam van de soort is voor het eerst geldig gepubliceerd in 1999 door Vos.